# الوحدة الوطنية الثورية الغواتيمالية
الوحدة الثورية الوطنية الغواتيمالية (بالإسبانية: Unidad Revolucionaria Nacional Guatemalteca) هو حزب سياسي في غواتيمالا نشأ كحركة حرب عصابات لكنه حل جناحه العسكري في 1996 وأصبح حزبا سياسيا قانونيا في 1998، بعد محادثات السلام التي أنهت الحرب الأهلية الغواتيمالية.

## التأسيس
منذ انقلاب 1954 الذي دعمته وكالة الاستخبارات المركزية، تشكلت جماعات المعارضة باستمرار في محاولة لمحاربة القمع الصادر عن ملاك الأراضي من القوات المسلحة والأثرياء في غواتيمالا. تأسست الوحدة الوطنية الثورية الغواتيمالية كمنظمة مسلحة يسارية من أربع مجموعات: جيش الفقراء، منظمة الشعب المسلح، القوات المسلحة المتمردة ونواة التوجيه الوطنية في حزب العمال الغواتيمالي. أصبحت المنظمة هي المدبرة لتمرد طويل الأمد ضد الحكومة الغواتيمالية في الحرب الأهلية. قادت الوحدة الثورية الوطنية الغواتيمالية المعارضة اليسارية في محادثات السلام مع الحكومة الغواتيمالية المحافظة. بدأت المحادثات في 1987 التي أنهت الحرب الأهلية في 1996.